# Urdaburu

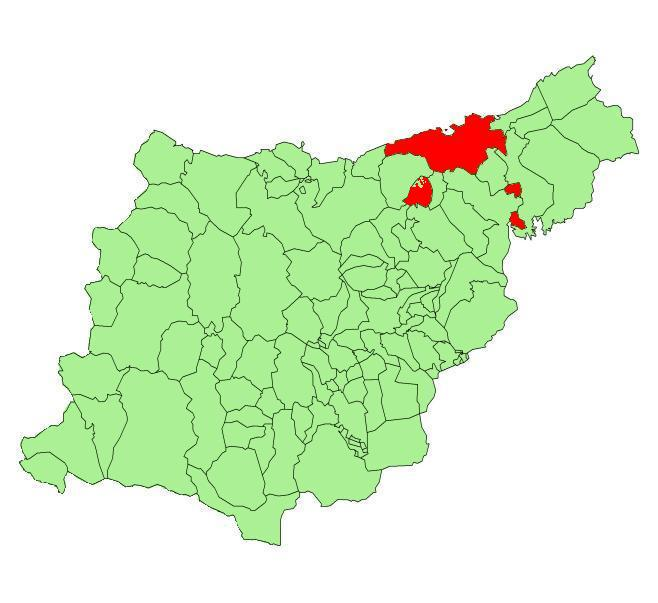
Urdaburu está representado por el área roja situada más al sur de este mapa de Guipúzcoa.

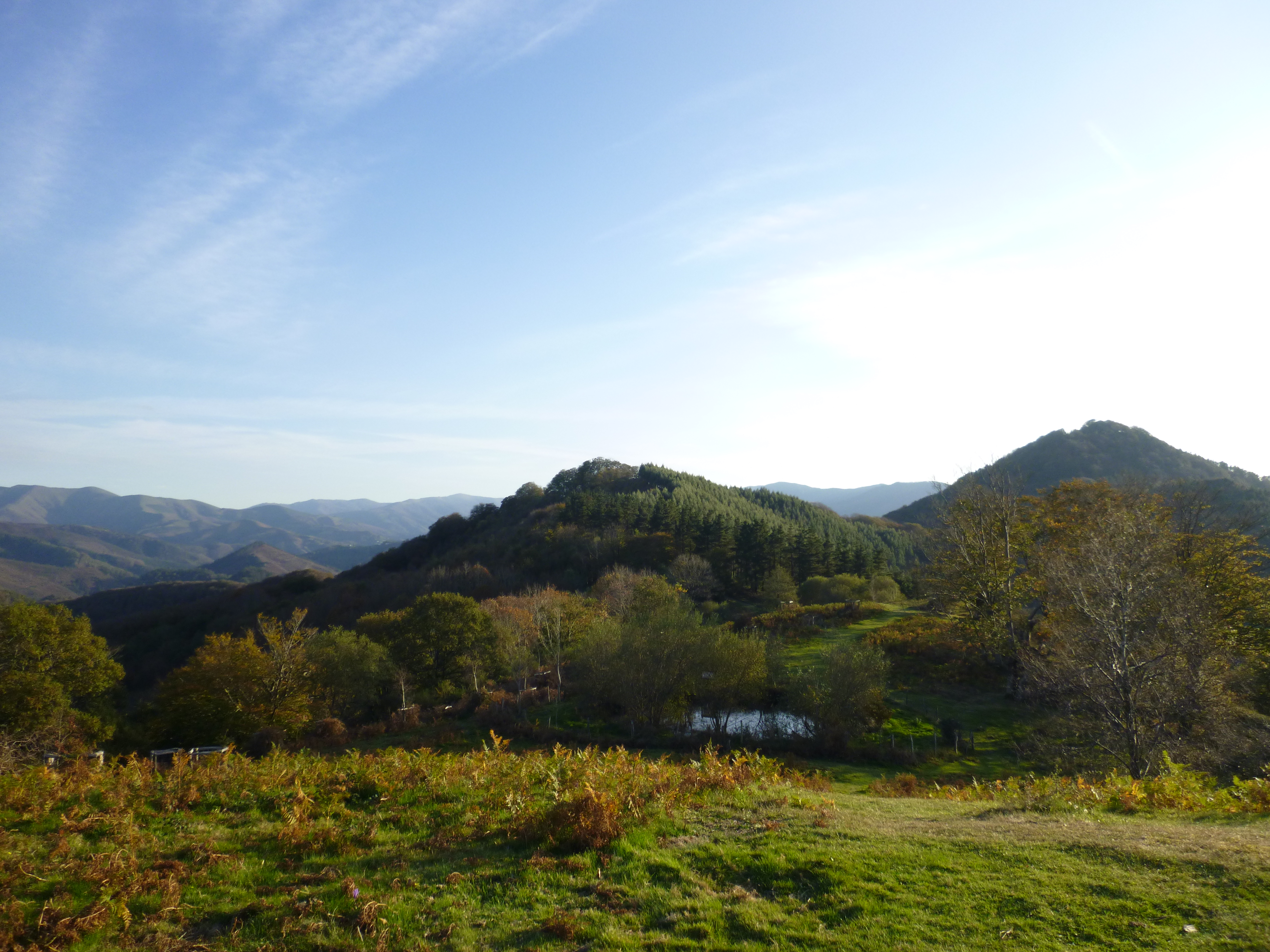
Urdaburu

Urdaburu (también denominado Oberan) es el nombre de un enclave de la ciudad de San Sebastián, Guipúzcoa, País Vasco (España), situado junto a la frontera con Navarra.
Se trata de un enclave formado por terreno montuoso, boscoso y con fuertes desniveles. La casi totalidad de sus aprox. 2,2 km² están cubiertos de bosques y todo el exclave está deshabitado, ya que no se encuentra ni un solo caserío en él. Por ello se considera zona rural de protección forestal. Los bosques que forman Urdaburu están formados principalmente por plantaciones de pino insignis al norte y bosque caducifolio al sur.
Urdaburu limita al noreste con el municipio de Hernani, al este y sur con Rentería y al oeste con el municipio navarro de Arano. El enclave, en su totalidad, forma parte del parque natural de las Peñas de Aya (de hecho a veces se denomina a este espacio protegido Aiako Harria-Urdaburu).
En el límite con Arano y Navarra, un meandro del río Urumea es el que marca uno de los límites del exclave. Este punto, a 50 metros de altitud es la zona más baja del exclave. Su punto más septentrional es la cima del monte Urdaburu (602 m), que constituye el punto más alto del enclave y también del término municipal de San Sebastián. El exclave recibe su nombre de este monte.

## Historia
Urdaburu formaba parte de los llamados Montes francos del Urumea (en vasco Zilegiak), montes comunales situados en el curso medio del valle del Urumea, que desde la Edad Media eran propiedad colectiva de las villas de la comarca: San Sebastián, Hernani y Urnieta. En el siglo XVII se llevó a cabo un deslinde de los montes, que fueron divididos entre Hernani, Urnieta y San Sebastián. Urdaburu fue parte del territorio asignado en el deslinde a San Sebastián, y quedó desde entonces como un exclave donostiarra separado del resto del territorio de la ciudad.
El enclave estaba dividido en dos parajes, uno denominado Altzabaso (Bosque de Alza) y otro denominado Donostibaso (Bosque de San Sebastián), siendo respectivamente cada una de las partes el terreno sobre el que tenían derechos de disfrute y explotación los vecinos de Alza (entonces una pedanía dependiente de San Sebastián) y los que propiamente eran vecinos de San Sebastián. Entre 1879 y 1940, periodo en el que Alza fue municipio independiente, el enclave estuvo dividido entre el Donostibaso y el Altzabaso, correspondiendo cada parte al municipio correspondiente.